# فرخنده‌های آند
فَرخُنده‌های آند (نام علمی: Diuca) نام یک سرده از تیره زردپره‌ایان است.

## فهرست گونه‌ها
- فرخنده بال‌سفید،  Diuca speculifera
- فرخنده معمولی،  Diuca diuca